# Biatorbágy
Biatorbágy là một thành phố thuộc hạt Pest, Hungary. Thành phố này có diện tích 43,8 km², dân số năm 2010 là 12294 người, mật độ 281 người/km².